# Salvo Andò
Salvo Andò, italijanski politik in novinar, * 13. februar 1945, Giarre.
Ando je med 28. junijem 1992 in 28. aprilom 1993 bil minister za obrambo Italije.